# Нидервамбах
Нидервамбах (нем. Niederwambach) — община в Германии, в земле Рейнланд-Пфальц. 
Входит в состав района Нойвид. Подчиняется управлению Пудербах.  Население составляет 516 человек (на 31 декабря 2010 года). Занимает площадь 6,88 км².